# EasyJet
easyJet je britanski niskotarifni avioprijevoznik s glavnom bazom na londonskom aerodromu Luton. Tvrtku je 1995. godine osnovao Stelios Haji-Ioannou (gr. Στέλιος Χατζηιωάννου). Tvrtka posluje u sklopu grupe easyGroup i ima više od dvije stotine redovnih letova za više od 130 odredišta.

## Flota
easyJet flota se sastoji od sljedećih zrakoplova (svibanj 2014.):
| Zrakoplov       | U floti | Naručeno | Opcije | Broj putnika | Bilješke                                 |
| --------------- | ------- | -------- | ------ | ------------ | ---------------------------------------- |
| Airbus A319-100 | 138     | —        | —      | 156          | Najveći operater Airbus A319 zrakoplova. |
| Airbus A320-200 | 60      | 65       | —      | 180          |                                          |
| Airbus A320neo  | —       | 100      | 100    | 180          |                                          |
| Ukupno          | 198     | 165      | 100    |              |                                          |